# Franz Eugen Simon

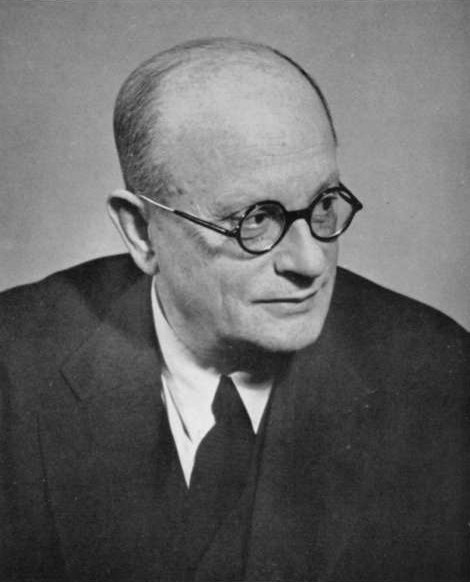
Franz Eugen („Francis“) Simon

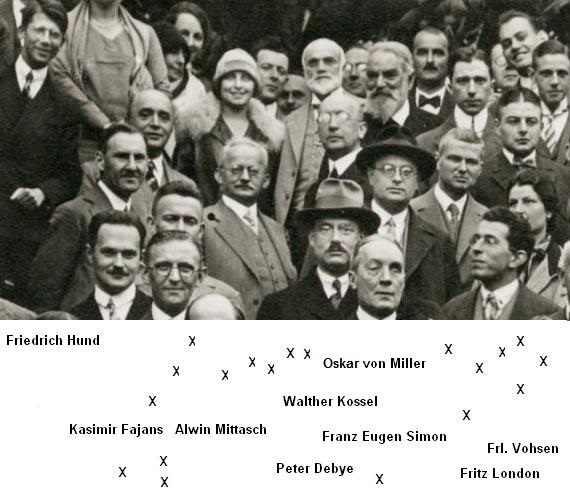
Franz Eugen Simon 1928 auf der Tagung der Bunsen-Gesellschaft

Franz Eugen Simon (später im Vereinigten Königreich: Sir Francis Simon, CBE, * 2. Juli 1893 in Berlin; † 31. Oktober 1956 in Oxford) war ein deutsch-britischer physikalischer Chemiker bzw. Physiker, der das Gasdiffusionsverfahren der Isotopentrennung von 235Uran entwickelte und somit einen wesentlichen Beitrag zur Entwicklung der ersten Atombombe leistete.

## Herkunft und Werdegang
Franz Eugen Simon entstammte einer großbürgerlichen deutsch-jüdischen Berliner Familie; der Physiker Kurt Mendelssohn war sein Cousin. In Berlin besuchte er das altsprachliche Kaiser-Friedrich-Reformgymnasium in Charlottenburg, wobei schon zu seiner Schulzeit die Neigungen zu den Naturwissenschaften offenbar wurden. Unter anderem auf Anregung von Leonor Michaelis, eines Freundes der Familie, fasste er den Entschluss, Naturwissenschaften zu studieren. Nach dem Abitur 1912 begann Simon ein Studium zunächst in Göttingen und danach München, das er jedoch im Herbst 1913 unterbrechen musste, da er als Einjährig-Freiwilliger zum Militärdienst eingezogen wurde. Kurz vor dem Ende seines Dienstjahres brach der Erste Weltkrieg aus, und Simon diente weiter 1914 bis 1918 als Soldat an der Westfront. Er wurde durch einen Gasangriff verletzt und zweimal verwundet, zuletzt schwer am 9. November 1918, nur zwei Tage vor Inkrafttreten des Waffenstillstands, erhielt als Auszeichnung das Eiserne Kreuz 1. Klasse und wurde zum Offizier befördert. Im Sommer 1919 konnte er, nachdem seine Kriegsverletzungen ausgeheilt waren, das Militärlazarett verlassen.
Simon gehörte zu einer Generation, die durch ihre Kriegsteilnahme viele Jahre für ihre akademischen Ausbildung verloren hatten. Er begann erneut sein Studium, jetzt in Berlin an der Friedrich-Wilhelms-Universität (der heutigen Humboldt-Universität zu Berlin), wo er 1921 bei Walther Nernst über ein Thema aus dem Bereich Tieftemperaturphysik zum Dr. phil. im Fachbereich Physik promovierte. Zu seinen akademischen Lehrern in Berlin gehörten auch Max Planck, Max von Laue und Fritz Haber. 1922 wurde Simon wissenschaftlicher Assistent in Nernsts Labor am Kaiser-Wilhelm-Institut für Physik in Dahlem. Im selben Jahr heiratete er Charlotte Münchhausen. 1924 wurde er Privatdozent und 1927 außerordentlicher Professor (Extraordinarius) in Berlin. In seinen Berliner Jahren entwickelte er eine außerordentliche wissenschaftliche Produktivität und publizierte 1922 bis 1931 insgesamt 50 wissenschaftliche Arbeiten. Die meisten davon beschäftigten sich mit Problemen der Thermodynamik und der Tieftemperaturphysik.
Im Jahr 1931 folgte Simon einem Ruf an die Technische Hochschule Breslau, wo er das Amt des Direktors des dortigen Instituts für Physikalische Chemie übernahm. Im Jahr 1932, als sich die politischen Perspektiven in Deutschland mit dem Anschwellen der nationalsozialistischen Bewegung verdüsterten, war Simon kurz auch Gastwissenschaftler (visiting professor) an der University of California in Berkeley.
Dort entwickelte er unter anderem eine Methode zur Verflüssigung von Helium. Nach der sogenannten „Machtergreifung“ der Nationalsozialisten im Januar 1933 blieb Simon im Gegensatz zu anderen Kollegen, die als Juden galten, zunächst von antisemitischen Maßnahmen des neuen Regimes (am 7. April 1933 „Gesetz zur Wiederherstellung des Berufsbeamtentums“) verschont, da auf ausdrücklichen Wunsch Hindenburgs aktive Weltkriegsteilnehmer davon ausgenommen wurden. Simon war aber Realist genug, um zu erkennen, dass er keine längerfristige akademische Zukunft mehr in Deutschland haben würde. Er trat von seinem Posten als Institutsdirektor zurück und nahm im September 1933 eine Forscherstelle im Labor von Frederick Lindemann im Clarendon Laboratory der University of Oxford in Großbritannien an. In England nannte er sich „Francis“. Seine Arbeitsmöglichkeiten dort waren zunächst sehr eingeschränkt und er verfügte nicht annähernd über die Ressourcen, die er in Breslau oder Berlin gehabt hatte. 1938 entdeckte er mit Bernard Vincent Rollin den Rollin-Effekt dünner Filme von flüssigem Helium. Allmählich besserten sich die Arbeitsmöglichkeiten und 1939 erwarb Simon schließlich auch die britische Staatsangehörigkeit. Nach dem Kriegsausbruch 1939 bot Simon der britischen Regierung seine Hilfe an. Diese zeigte sich jedoch misstrauisch gegenüber deutschen Emigranten und schlug das Angebot zunächst aus. Angesichts einer befürchteten Invasion der britischen Inseln nach dem Fall Frankreichs im Jahr 1940 ließ Simon seine Familie nach Kanada evakuieren. Er selbst verblieb jedoch in Cambridge. Dort interessierte er sich zunehmend für das Problem der Konstruktion einer Atombombe, da er und andere fürchteten, dass Nazi-Deutschland solche Waffen entwickeln könne. Im Jahr 1940 wurde er, der als einer der weltbesten Experten auf dem Gebiet der Gasdiffusion galt, durch die MAUD-Kommission beauftragt, die Machbarkeit einer Anreicherung des Uran-Isotops 235U durch Gasdiffusion zu untersuchen. Die technischen Grundlagen hierzu erarbeitete er zusammen mit seinem Mitarbeiter Nicholas Kurti. Die gewonnenen Erfahrungen flossen später in das Manhattan-Projekt ein.
Unmittelbar nach Kriegsende 1945 wurde er Professor für Thermodynamik am Christ Church College in Oxford und baute das Labor zu einem weltweit führenden Labore für Tieftemperaturphysik aus.
Simon erkrankte und starb nur knapp einen Monat, nachdem er zum Nachfolger von Frederick Lindemann als Direktor des Clarendon Laboratory berufen worden war, im Alter von 63 Jahren in Oxford.

## Ehrungen
1941 wurde Simon als Mitglied („Fellow“) in die Royal Society gewählt, die ihm 1948 die Rumford-Medaille verlieh. 1946 wurde er zum Commander des Order of the British Empire (CBE) ernannt. 1952 wurde er in die American Academy of Arts and Sciences gewählt. Im selben Jahr verlieh ihm der Deutsche Kälte- und Klimatechnische Verein die Linde-Denkmünze. 1955 wurde er zum Knight Bachelor geschlagen. Im Scherz meinte Simon, er sei sicher die einzige Person, die sowohl das Eiserne Kreuz, als auch den CBE erhalten habe.